# Crazy Sexy Wild
Crazy Sexy Wild e Tu și eu sono due versioni (rispettivamente in lingua inglese e rumena) di un brano dell'artista rumena Inna.

## Aspetti generali
Sono state prodotte dal trio rumeno Play & Win e co-scritte con GoodWill & MGI e Kimberly Cole. Prima pubblicate a giugno su YouTube e poi ufficialmente pubblicate su iTunes il 12 giugno 2012 come singoli promozionali. 
Il 14 settembre 2012 venne estratto come secondo singolo ufficiale dal disco "Crazy Sexy Wild" per il mercato internazionale, tranne in Romania, dato che "Tu și eu" appartiene al mercato rumeno. Entrambi i brani sono stati pubblicati anche in forma acustica (rispettivamente il 21 e il 24 giugno) e in formato karaoke.

## Video musicale
Il 2 agosto 2012 Inna ha caricato il video per Crazy Sexy Wild, mentre il 7 agosto 2012 per "Tu şi Eu". I video sono identici tranne per le parole. Sono stati girati a Venice Beach in California.
Il video inizia con un musicista che suona nel lungomare della città per ricevere denaro dai passanti. Dopo di che compare Inna che lo ammira, si avvicina e dopo aver afferrato le banconote dalla sua piccola valigia, inizia a scappare, il musicista segue la cantante, ma lei lo convince a spendere tutti i soldi per divertirsi insieme. Così i due iniziano a comprare gelati e a rubare vestiti in un negozio. Al tramonto, Inna e il musicista incontrano alcuni amici sulla spiaggia in un falò. Il giorno dopo si nascondono dentro ad un pick-up, aspettando che venga prelevato per lasciare la città. Successivamente, Inna e l'uomo arrivano in una cavalcata di deserto scendono dal mezzo venendo cacciati dal conducente, così chiedono l'autostop con un cartello con su scritto "Ovunque". Un signore con una macchina li invita a salire e dopo aver fatto un giro, lasciano il mezzo ed entrano in un locale in stile western, dove vanno sul palco a cantare. Successivamente la cantante tenta quindi di fare una telefonata, con il musicista che flirta con una ragazza bionda al bar. Inna poi li raggiunge e bacia la ragazza in bocca e poi sceglie una traccia nel jukebox. Questo è seguito dal cantante e da lui che affitta una stanza per la notte. Mentre l'uomo si addormenta sul letto, Inna guarda attraverso la finestra; Lascia il motel la mattina presto, egli poi si sveglia con un conto che legge "Ovunque" sul suo petto.

## Esibizioni Live
Entrambi i singoli sono stati eseguiti live alla serie di concerti Rock The Roof: "Tu și eu" a Città del Messico, mentre "Crazy Sexy Wild" a Bucarest e nuovamente a Città del Messico.

## Tracce
Tu și eu
1. Tu și eu (Radio Edit with Intro) - 3:06
2. Tu și eu (Radio Edit) - 3:06

Crazy Sexy Wild
1. Crazy Sexy Wild (Radio Edit) - 3:06

## Classifiche

### Tu și eu
| Classifica | Posizione raggiunta |
| ---------- | ------------------- |
| Romania    | 5                   |

### Crazy Sexy Wild
| Classifica | Posizione raggiunta |
| ---------- | ------------------- |
| Giappone   | 49                  |

## Date di pubblicazione

### Tu și eu
| Nazione | Data           | Formato          | Etichetta     |
| ------- | -------------- | ---------------- | ------------- |
| Romania | 12 giugno 2012 | Digital Download | Roton Romania |

### Crazy Sexy Wild
| Nazione  | Data              | Formato          | Etichetta          |
| -------- | ----------------- | ---------------- | ------------------ |
| Italia   | 14 settembre 2012 | Digital Download | Do It Yourself     |
| Giappone | 20 febbraio 2013  | Digital Download | Warner Music Japan |